# Наталка Полтавка (опера)
«Наталка Полтавка» — опера на 3 дії українського композитора Миколи Лисенка за однойменною п'єсою Івана Котляревського. Хоча п'єса Котляревського приваблювала багатьох музикантів і до Лисенка, саме його опера закріпилася в репертуарі оперних театрів і посіла місце серед найпопулярніших українських опер.

## Характеристика
Музика й п'єса розкривають найкращі риси українського національного характеру — шляхетність, моральну чистоту, духовну силу, мужність (Наталка, Петро). Іван Котляревський і Микола Лисенко показують моральну перевагу простих людей над представниками влади — сільськими багатіями й приказними. Думки й почуття героїв розкриваються через пісню. Вона служить і тлом, на якому розгортається дія.
В обробці народних пісень, що були закріплені сценічною традицією за п'єсою, і в створених Лисенком, розвинених аріях, увертюрі й оркестрових антрактах композитор зберігає вірність духу п'єси Котляревського. Мудра простота, ясність, гармонійна єдність всіх елементів відзначають музику Лисенка.

## Постановки
Прем'єра опери відбулася в Одеському театрі в 1889 році. Спроба перетворення цього твору у «велику оперу» з дописаною музикою Володимира Йориша зазнала невдачі. Театр повернувся до авторської версії Лисенка. За роки сценічного життя в «Наталці Полтавці» в різні роки виступали такі майстри сцени Михайло Щепкін, Марко Кропивницький, Панас Саксаганський, Марія Заньковецька, Іван Паторжинський та Марія Литвиненко-Вольгемут, Зоя Гайдай, Оксана Петрусенко, Анатолій Солов'яненко.
Дійові особи:
- возний Тетерваковський — тенор;
- Горпина Терпилиха, вдова — сопрано, меццо-сопрано;
- Наталка, її дочка — сопрано;
- Петро, Наталчин коханий — тенор;
- Микола, далекий родич Терпилихи — баритон;
- Макогоненко, сільський виборний — бас.

## Сюжет
Дія відбувається в Україні початку XIX століття.
Дія перша. На зелених берегах річки Ворскли, біля Полтави, розкинулося невелике село. Тут недавно оселилася разом зі своєю матір'ю Терпилихою бідна дівчина Наталка. Поки був живий батько, сім'ї нічого не бракувало, але тепер стало важко. Один вихід — знайти багатого нареченого, про це мріє стара Терпилиха, проте Наталка була іншої думки. Вона кохає Петра — сироту-парубка, що працював колись у Терпила наймитом. Чотири роки тому батько Наталки, дізнавшись про їхню любов, вигнав Петра. Відтоді від нього жодної звісточки не отримувала Наталка, навіть не знає, чи повернеться він. Уже не один раз сваталися до неї заможні, солідні люди, а вона всім відмовляє, чекає свого Петра (пісня «Віють вітри, віють буйні…»). На стежці, що веде до криниці, Наталку підстеріг возний Тетерваковський — судовий пристав. Він зізнається у своїх почуттях до неї, обіцяє дівчині багатство (каватина «От юних літ не знав я любові…»). Але вона невблаганна (арія «Видно шляхи полтавськії…»). Засмучений возний розповідає про своє невдале сватання приятелеві — сільському виборному Макогоненкові (дует «А ви ж їй що? А вона ж вам що?»), і той охоче обіцяє оженити його з Наталкою.
Дія друга. Вдова Терпилиха дорікає Наталці за те, що вона не шкодує ні себе, ні матері, не прагне забезпечити їй спокійної старості і все чекає цього безпутнього Петра (арія «Ой, дочко, дочко…»). Приходить виборний. Він розповідає Терпилисі про домагання возного і малює картини багатого, щасливого життя. Терпилиха, ридаючи, вмовляє Наталку не пручатися, пожаліти її — стару, кволу жінку (тріо «Гей, Наталко, покорися…»). Наталка дає згоду на шлюб із возним (тріо «Де згода в сімействі…»). Про одне тільки просить вона — не поспішати з весіллям.
Дія третя. У село приходить Петро (пісня «Сонце низенько…»). За роки важкого наймитування він наскладав трохи грошей і ось нині поспішає до Полтави, де залишив свою Наталку, адже вона обіцяла чекати на нього. Від бурлаки Миколи він довідується, що Наталка тепер живе тут, у цьому селі, і що вчора її засватали за возного. Ображений легковажною зрадою Наталки, Петро хоче тепер іти геть, щоб не зустрітися з віроломною дівчиною. Микола умовляє його лишитися і викликає з дому Наталку. Щира радість дівчини, що прибігла назустріч своєму коханому, змушує Петра повірити Наталці. Вона — щаслива: тепер ніяка сила у світі не приневолить її вийти за остогидлого возного. Виборний і возний намагаються загрожувати непокірливій дівчині, але глибокі почуття молодих людей, їх рішучість відстояти своє щастя перемагають. Возному нічого іншого не лишається, як добровільно відмовитися від Наталки. Щастю закоханих немає меж. Усе село радіє разом із ними (фінальна пісня Наталки «Ой я дівчина-полтавка»).

## Оперні номери
- Увертюра
- Дія перша
  - Віють вітри (Наталка)
  - Од юних літ (Возний)
  - Видно шляхи полтавські (Наталка)
  - Дід рудий (виборний)
  - Ой під вишнею (Виборний)
  - Всякому городу нрав і права (Возний)
  - Ой доля людськая (Возний і Виборний)
- Антракт
- Дія друга
  - Ой мати, мати (Наталка)
  - Чи я тобі, дочко (Терпелиха)
  - Ей, Наталко (Виборний, Наталка, Терпрелиха)
  - Чого ж вода каламутна (Наталка)
- Антракт
- Дія третя
  - Та немає в світі гірш нікому (Микола)
  - Сонце низенько (Петро)
  - Вітер віє горою (Микола)
  - Ой не шуми, луже (Петро)
  - Ой та йшов козак з Дону (Петро)
  - Підеш. Петре (Наталка. Петро)
  - Ворскло річка (Микола)
  - Ой я дівчина полтавка (Наталка)
  - Начинаймо ж веселитись (секстет)

- Пісні в додатках:
  - Гомін, гомін по діброві (Микола)
  - У сусіда хата біла (Петро)